# 緒方賢一
緒方賢一（日语：／ Ogata Ken'ichi，1942年3月29日—），日本男性配音員、演員。出身於福岡縣田川郡赤池町。Office海風所屬。身高162cm。A型血。

## 經歷

### 成長時期
緒方賢一是家中的次子。從小他就被稱為「滑稽的孩子」。他的家人經營著一家傳統的料亭，中學畢業後，他開始接受廚師訓練。然而，他對極端封建的職場制度以及因維護朋友而受到的懲罰感到憤怒，於是他離家出走當礦工。卻因為受傷無法在那裡繼續工作很長時間，他開始思考自己能做什麼，並發現自己很欽佩在電影中見過的演員，例如榎本健一、花菱阿茶子、堺駿二，尤其是伴淳三郎，他一直喜歡娛樂大眾，因此立志成為一名喜劇演員，並依靠已經搬到東京的哥哥而搬到了東京。

### 職業生涯
搬到東京後，他曾嘗試加入劇團，但屢遭拒絕，因為正如他自己所說的「中學畢業，身材矮小，也沒有什麼特殊技能」。於是他決定至少上高中，並晚了兩年才被一所定時制的高中的商學科錄取，作為預備生。從東京都立代代木高等學校（現東京都立世田谷和泉高等學校）畢業後，他參加了劇團的入團考試，但屢屢落選。之後，他報考了劇團東演，在那裡他遇到了妻子與自己同鄉的導演下村正夫，並在那裡學習了兩年。在演出兒童劇、現代劇等多種戲劇作品時，有一位後期錄音導演負責執導演出。受此人邀請，他開始從事配音工作，首部配音作品是《輪迴》。後來擔任Swaro Pro社長的音效師兼音響監督伊藤克己當時還是他高中的後輩，經其介紹，他得以出演《摩登原始人》。在此期間，他開始覺得「配音員是一個有收入的職業」，為了獲得更多的配音工作，經兒童劇團成員大竹宏的介紹，加入了青二Production。雖然她以配音員首次亮相時已近30歲，但很可能是由於他在劇團工作的經歷，他很快就開始接到常駐角色。
他是1970年代東映動畫作品的常駐演員。他曾擔任1985年成立的劇團雙六的團長，同時也是一名舞台劇演員。在錄製《一休和尚》期間暈倒，被緊急送往醫院。此後，他一直注意自己的健康，但並不特別熱衷於運動，舞台排練也算是一種訓練。 2011年，他開始出現血尿，但他優先考慮舞台工作，並在演出結束後接受了手術。他被診斷出患有腎盂癌，左腎被切除。儘管他曾表示希望繼續在舞台上表演直到生命終點，但他還是在2013年離開了劇團雙六。他組建了一個名為「緒方賢一與Charades」的團隊，並從此致力於支持下一世代，所以他並沒有退休。
2002年至2008年，他還以的身份出演了NHK教育電的《我的第一次國語 言葉！》。

### 至今
除了身為配音員和舞台劇演員之外，他也擔任東京聲優學院和人文控股學院的講師。他教導學生「成為蘿蔔演員」並不是指「吃了也難贏，演了也贏不了」這種原本意義上的蘿蔔演員，而是因為蘿蔔作為一種食材有多種烹飪方法，而且它的白色可以染成各種顏色。
2016年1月，他離開工作多年的Production BAOBAB，目前隸屬於Office海風。
2019年，他與京田尚子一起獲得第13屆聲優Awards功勞獎。

## 特色
聲種：男中音。
他的主要專業領域是配音和舞台表演，大部分作品都是動畫。
他是一位才華洋溢的男配角，難得能為觀眾帶來喜劇效果。雖然他經常飾演喜劇角色，但他也飾演嚴肅的角色和反派。他尤其以在機器人動畫中飾演反派而聞名。他曾表示，在飾演反派時，他會研究如何以吸引孩子的表演方式、如何用粗俗的語氣說話，以及如何營造一種令人毛骨悚然的氛圍。三矢雄二在電視節目上出現時說「《超電磁機器人 孔巴德拉V》中的所有反派我都演過，但沒有一個表演是相同的」。然而，他否認了這一點，並表示「這不是真的。劇情發展不同，只要稍微改變一下演技，聽起來就像是另一個人演的。如果只把他出場的片段收集起來一次性播出，就都一樣了」。因此，對於匯集眾多動畫作品的「超級機器人大戰系列」的錄音非常困難，因為他自己飾演的反派角色全部同時登場，所以需要分開進行錄音。
剛出道時，緒方很喜歡瀧口順平，一開始他還模仿瀧口。正因如此，他出道後迅速成名。
演戲時，他牢記「十界論」，認為人心有十個層次：「地獄界」、「餓鬼界」、「畜生界」、「修羅界」、「人界」、「天界」、「聲聞界」、「緣覺界」、「菩薩界」、「佛界」。他說，慈悲心就像「菩薩界」，而扮演反派時，他融入了「修羅界」或「餓鬼界」的細微差別。此前，他只學習過喜怒哀樂，如今卻意外地發現，表演的深度遠超以往。
在《大空魔龍鎧金》裡，他飾演的是體格健碩的帥氣男子早見文太一角，但在錄製過程中，他被反復告知「你不能看起來年輕一點嗎？」，這對他來說很難，他說自己最多只能飾演一個半帥氣的角色。

## 人物
緒方賢一喜歡雙關語，在劇團網站上的個人資料中，他的中間名是「sharesuberi」，源自於。他前劇團團長的辦公室名字是，他的文章也充滿了雙關語。在2011年版的日本藝人名鑑中，他的特長部分也列出了「雙關語」。他的興趣是「戲作」和「鬧著玩兒（戯れ事）」。對雙關語的熱愛讓他有時即興發揮。他從小就開始說雙關語，並且受到父親（小杜鵑派俳句詩人）的影響，他常寫俳句。
他最令人難忘的角色包括《大空魔龍鎧金》中的早見文太和《咕嚕咕嚕魔法陣》中的吉他吉他老伯。他對吉他吉他老伯尤其著迷，甚至在自己的劇團和活動中進行Cosplay。他在接受SEIGURA的訪談中也提到了吉他吉他老伯，說「我很驚訝自己能演繹這樣的角色」。除此之外，他還在《宇宙戰艦大和號》中飾演分析儀。他最初飾演的是一個沒有感情的機器人，但逐漸發展成一個儘管是機器人卻能喝酒、能撩起裙子的角色。在《少年德川家康》中，他被酒井正親這個角色所吸引，甚至對他進行了研究。
據說，在《尼爾斯的不可思議之旅》中，他和搭檔千葉繁對劇本進行了即興創作，甚至未經允許就重寫了劇本。然而，與千葉繁經常即興發揮劇本之外的台詞不同，他說他從不完全修改台詞。他說他會照著劇本念，但為了加點笑料，會稍微加快語速。即使即興發揮，他也始終牢記角色。
他認為即興的對話很有趣，但除非演員們非常熟練，否則可能會變得混亂，所以如果他即興準備的雙關語在排練中沒有得到很好的反響，他就會撤回。
他也出演過許多NHK人偶劇，在《吵雜森林的小頑固》中，他扮演河童時即興創作了「河童64（意思是8×8＝64）」這句台詞。這讓他成為了乘法的愛好者，無需即興發揮，就能在劇本中加入一些搞笑元素。在《布丁布丁物語》中，NHK的舊節目很難融入趣味元素，搞笑元素也很少，但他飾演的軍曹即興創作了這句台詞。編劇的孫子很喜歡這句話，這個角色原本只計劃出現在阿赫塔共和國篇，但它成為了一個陪伴主角們到最後的常駐角色。
金丸淳一在《光頭騙子禿丸》中與緒方互相講笑話，起初緒方告訴他「吐槽能力很差」，這讓他很難去工作室，但一旦克服了這種感覺，他說這就變得很有趣，他能夠即興發揮。
緒方在自己露臉演出的《我的第一次國語 言葉！》中，他面對攝影機，拿著劇本，孩子們則是自由發揮。正因為如此，按照劇本表演非常困難，因為他無法預測孩子們會做什麼，當他試圖配合孩子們的動作時，他最終會表演過度並超越鏡頭範圍，所以他說這是一次艱難的經歷，也是一次學習。
興趣：高爾夫。特長：九州方言。

## 交友關係
緒方賢一經常與林原惠一起出演親子（或類似）的角色，林原惠視他為「配音界的父親」。他也與千葉繁合作出演，他們經常飾演興致高昂的角色，因此他們曾笑著互相說「我們很幸運還活著」。水田山葵的藝名也是由他所命名。

## 演出
粗體字表示主要角色。

### 電視動畫
1970年
- 明日之丈

1973年
- 無敵鐵金剛魔神Z

1974年
- 宇宙戰艦大和號（1974年—1975年，分析儀（日语：アナライザー (宇宙戦艦ヤマト)）、助治[32]、甘茨（日语：ガンツ (宇宙戦艦ヤマト)） 等）
- 卡利麥羅 (1972年版)（鮑比、卡利麥羅的父親）
- 金剛大魔神（1974年—1975年，暗黑大將軍[33]、小莫[34]、怪鳥將軍巴達拉〈第2代〉[35]）
- 蓋特機器人（1974年—1975年，淺太郎[36]、巴特將軍[11]、拉多拉[37]、巴爾基[37]、紹斯[37]、加羅加[37]、布萊大帝[37] 等）
- 新昆蟲物語 孤兒哈奇（食蝸步行蟲）
- 魔女小惠（1974年—1975年）

1975年
- 天方夜譚（黑油魔人[38]）
- 一休和尚（桔梗屋）
- 宇宙騎士鐵甲人（克爾默總統）
- 元祖天才傻鵬（日语：元祖天才バカボン）（1975年—1977年）
- 甘巴的冒險（日语：ガンバの冒険）（虎五郎）
- 蓋特機器人G（1975年—1976年，希特拉元帥[39]、淺太郎[36]、百鬼百人眾[36]）
- 鋼鐵吉克（壹鬼馬[40]、黑鷲[41]）
- 少年德川家康（酒井正親）
- 山林小獵人 (1974年版)（1975年—1976年）
- 法蘭德斯之犬（郵差 等）
- 蜜蜂瑪雅歷險記（日语：みつばちマーヤの冒険）（五令幼蟲）
- UFO機器人 古連泰沙（1975年—1976年，荒野番太、布拉奇隊長[42]）
- 月光女俠（奧森）

1976年
- 大空魔龍鎧金（1976年—1977年，速水文太[43]）
- 超電磁機器人 孔巴德拉V（吉魯阿、丹格爾）
- 尋母三千里（主人）
- 機器人之子比頓（日语：ろぼっ子ビートン）
- 飛鷹一號

1977年
- 浣熊拉斯卡爾（索爾頓·史蒂曼）
- 神威賽車手（中華鱉）
- 棒球少年貫太（日语：一発貫太くん）（易者）
- 電磁超人飛金剛（札博中校）
- 鐵臂馬魯斯（布魯瑟、金三角、仁博士、穴倉、實驗課長、洛普盧斯 等）
- 超合體魔術機器人 銀凱薩（大僧正死靈法師[44]、水島館長、機長、父、男 等）
- 萬能賽車飛龍號（日语：とびだせ!マシーン飛竜）（岬會長[45]）
- 皮科里諾的冒險（日语：ピコリーノの冒険）（親方）
- 冰河戰士蓋伊斯拉卡（德加將軍）
- （朵拉）
- 小雙俠 (1977年版)（1977年—1979年，羅漢、近衛隊長、橫綱八田、村民、吉彥）
- 惑星機器人 丹加德A（1977年—1978年，太）

1978年
- 咪咪流浪記
- 冒險五傑（1978年—1979年，金金曼、馬多克、大馬爾）
- 宇宙海賊哈洛克船長（1978年—1979年，秘書官、哇哇、魔地機關長[46]、哈希老人）
- 宇宙戰艦大和號2（1978年—1979年，分析儀[47] 等）
- 太空突擊隊（葛拉格[48]）
- 女王陛下的小天使小偵探（日语：女王陛下のプティアンジェ）（豆豆）
- 金銀島
- 佩琳物語（男 等）
- 星星王子 小王子（日语：星の王子さま プチ・プランス）（瓦利）
- 魔女子Tickle（假綠、團長、紳士B）
- 無敵鋼人泰坦3（1978年—1979年，機長、帕頓）
- 魯邦三世 (TV第2系列)（日语：ルパン三世 (TV第2シリーズ)）（1978年—1980年）
- 若草的夏洛特（日语：若草のシャルロット）（格雷、村民A）

1979年
- 銀河鐵道999（漫畫家、拉麵店）
- 哆啦A夢 (大山羨代版)（1979年—1997年，電波販賣器珍品堂的聲音、神成〈第2代〉、骨川小夫的父親〈代演〉、水之神）

1980年
- 湯姆歷險記（約翰·羅傑斯〈第2代〉）

1981年
- 福星小子 (1981年版)（1981年—1986年，諸星當的父親、河童大師、虎島 等）

1984年
- 銀河漂流拜法姆（夏爾·薩利達）
- 大自然的魔獸巴奇（官員C）
- （[49]）
- 超力機器人 卡拉特（日语：超力ロボ ガラット）（1984年—1985年，強布[50]）
- 神奇無尾熊（日语：ふしぎなコアラブリンキー）（學者、甘甘）
- 牧場上的少女卡特莉 （睡眠精靈）
- 藍寶（日语：らんぽう）（魔王）
- 魯邦三世 PARTIII（日语：ルパン三世 PARTIII）

1985年
- 新好小子（日语：あした天気になあれ (漫画)）
- 星槍士俾斯麥（加斯特、邏各斯、加斯科）
- 搞怪拍檔（托凱奇）
- 高校！奇面組（日语：ハイスクール!奇面組）（小蝶老師）
- 嘿！奔奔（猴子博士[51]）[注 1]

1986年
- 愛少女波麗安娜物語（湯姆·培森）
- 甜蜜公主（餛飩、卡美哈梅哈）
- 宇宙船人馬座（日语：宇宙船サジタリウス）（1986年—1987年，拉納[52]）
- 機動戰士鋼彈ZZ（迪多·卡多哈）
- 青春動畫全集（日语：青春アニメ全集）
  - 「伊豆的舞孃」（旅行商）
  - 「少爺」（魷魚銀）
  - 「緬甸豎琴（日语：ビルマの竪琴）」（伊東軍曹）
- 褞袍超人（播種鬼）
- Bug甜心（日语：Bugってハニー）（1986年—1987年，觀望烏鴉[53]）
- 波士可的冒險（日语：ボスコアドベンチャー）（法蘭茲）
- 機器人阿丁 (1986年版)（日语：ロボタン）（雨森評六）

1987年
- 愛的小婦人物語（班格斯醫生）
- 環遊世界八十天（博利助理[54]）
- 超能嬰兒（日语：ウルトラB）（探戈羅、青蛙、廣播）
- 橙路（金五郞[55]、春日恭介的爺爺）
- 肥牛牛布斯
- 格林名作劇場（1987年—1989年，貓[56]、獵人、鞋店、帽子男、王様、公雞、家臣、怪物[57]、蛙A、老爹、將軍B、狼、神）2系列[系列 1]
- 城市獵人（四谷）
- 狗仔爺爺 (1987年版)（日语：のらくろクン）（1987年—1988年，吉米豬川[58]）

1988年
- 昆蟲戰士（日语：いきなりダゴン）（Floppy[59]）
- 小松君 (1988年版)（1988年—1989年，死神、達悠〈代演〉 等）
- 麵包超人（1988年—2024年，豬肉饅頭人、污泥人、牛叔叔、草帽〈初代〉、海膽叔叔、泉水仙人〈第2代〉）
- 超音戰士Borgman（爺爺）
- 光頭騙子禿丸（日语：つるピカハゲ丸）（禿田禿藏）
- 鐵拳小子（日语：鉄拳チンミ）（大僧正[60]）
- Topo Gigio（日语：トッポ・ジージョ）（科特[61]、胖下屬）2系列[系列 2]
- 貓咪也瘋狂
- 魔神英雄傳（1988年—1991年，多多路·高士蒙[62]、忍部幻龍齋[63]、多壞達）2系列[系列 3]
- 妙手小廚師（岡田屋的老闆）
- 燃燒吧！哥哥（國寶憲吉[64]〈爸爸〉）

1989年
- 寶馬神童（日语：青いブリンク）（1989年—1990年，尼奇[65]）
- 機動警察Patlabor（警官、普萊西村村長、張）
- 彼得潘的冒險（史密水夫長）
- 比利犬商會（日语：ビリ犬）（萬作）
- 鴨子向前衝（漢克）
- 魔動王Granzort（阿古拉曼德[66]）
- 桃太郎傳說（爺爺、喜鬼怪快 等）
- 亂馬½ (1989年版)（1989年—1992年，早乙女玄馬、大金氏）2系列[系列 4]
- 魯邦三世：再見，自由女神。危機一刻！（日语：ルパン三世 バイバイ・リバティー・危機一発!）（艾德[67]）

1990年
- 江戶之子男孩 理解太助（日语：江戸っ子ボーイ がってん太助）（大佛老師）
- NG騎士檸檬汽水&40（格普博士）
- 烏龍少爺（日语：おぼっちゃまくん）
- 功夫貓黨（近江屋、貓股靈界之介）
- 昆蟲物語 孤兒哈奇 (1989年版)（食蝸步行蟲）
- 森林王子 少年毛克利（布爾迪歐[68]）
- 超時空遊俠（長老、尼摩船長、將軍）
- 大耳鼠（1990年—1991年，阿貝爾斯基）
- 我是鶴姬！（日语：つる姫じゃ〜っ!）（家老）
- PEACH COMMAND 新桃太郎傳說（澤輪仙人、喜鬼爽快）
- 海底兩萬哩（鸚鵡螺號船員〈主廚[69]〉）
- 平成天才傻鵬（日语：平成天才バカボン）（花山薰、舞蹈大師、校長、犯人、署長 等）
- 魔法天使甜蜜薄荷（鬍鬚男、嫉妒）
- 三眼神童（鬍子老爹[70]）
- 羅賓漢大冒險（1990年—1992年，塔克修士[71]）
- 長腿叔叔（喬治·森普爾）
- 黑色推銷員（1990年—1991年，監督、柿田阿格爾的父親）

1991年
- 美味大挑戰（主持人）
- 伙頭仔昆布（日语：OH!MYコンブ）（賈加校長、庫克船長）
- 少年劍道王直角（細刈[72]）
- 千惠奮戰記 小麻煩千惠（亞哈）
- 快樂的嚕嚕米一家 冒險日記（日语：楽しいムーミン一家）（先知）
- 絕對無敵雷神王（胖良的爸爸）
- 閃電霹靂車（源桑）
- 崔普一家物語（湯瑪斯的爺爺）
- 魔法公主 明琪桃子（日语：魔法のプリンセス ミンキーモモ）（馬林納薩國王）
- 丸出日太夫（亨利·亨納[73]、國王）
- 橫山光輝 三國志

1992年
- 卡利麥羅 (1992年版)（唐皮特、道平奇）
- 元氣爆發伏魔金剛（1992年—1993年，霧隱藤兵衛／空[74]、荒木源藏[75]）
- 蕃茄十勇士（柚子長老、西瓜殿下）
- 大草原上的小天使 灌叢嬰猴（克蘭克蕭博士）
- 超電動機器人 鐵人28號FX（尼摩、亞哈博士）
- 南國少年奇小邪（1992年—1993年，卡姆伊）
- 丹丹的生活日記（稱讚大叔）
- 花的魔法使瑪麗貝爾（1992年—1993年、貝爾的爺爺[76]）
- 法蘭德斯之犬 我的帕特拉許（日语：フランダースの犬 ぼくのパトラッシュ）（法蘭克瑟夫）
- 看了就會變強 暢快！橫綱動畫 啊啊播磨灘（日语：ああ播磨灘）（雷光師父、老人、叔叔）
- 森林的妖精諾姆（日语：森の妖精ノーム）（大衛）
- 千惠奮戰記 小麻煩千惠（亞哈）

1993年
- 蠟筆小新（1993年—2001年，旅遊聯絡人、保根田教授、宗像教練）
- 可愛巧虎島（老伯）
- 歡樂的楊柳鎮（巴吉）
- 忍者亂太郎（1993年—2024年，福富新兵衛的爸爸[77]、毒竹忍者、僧侶、青蛙、主人 等）
- 家有賤龍（杜克[78]）
- 勇者特急隊（東組老大）
- 幽☆遊☆白書（垂金權造）

1994年
- 今天的小京（日语：きょうふのキョーちゃん）（西島三郎、維基（日语：アントン・ウィッキー））
- 幸運超人（1994年—1995年，追手内止郎、拉麵店／屋治馬駄朗、外星人B）
- 七海的堤可（阿爾馮索·安德烈蒂〈阿爾〉[79]）
- 霸王大系龍騎士（老巫師、魔物）
- 咕嚕咕嚕魔法陣 (1994年版)（1994年—1995年，吉他吉他老伯[80]）
- 紅色巴隆（提·魯斯）

1995年
- H2（明和校長）
- 恐龍島漂流記（日语：恐竜冒険記ジュラトリッパー）（大僧正）
- 快打旋風II V（努奇特）
- 天地無用！（1995年 - 1997年、阿座化）2系列[系列 5]
- 咚康！機器人天唐（日语：ドッカン!ロボ天どん）（飯糰大叔、鐵人）
- 爆走獵人（朗德）
- 淘氣小愛神（宙斯）
- 夢幻遊戲（睿俔）
- 宇宙小毛球（權助（日语：ゴンスケ）[81]）

1996年
- 妖精狩獵者（皮耶魯）
- 機械女神J（徳川家安）
- 逮捕令（波克西）
- 聖天空戰記（技師長）
- 山林小獵人 (1996年版)（爸爸[82]）
- 熱鬥小馬（飯富源次郎[83]）
- 名偵探柯南（1996年—2025年，阿笠博士[84]）

1997年
- 動畫大盜五右衛門（日语：アニメがんばれゴエモン）（惠比壽丸）
- 永久家族（日语：永久家族）（澤維爾）
- 中華一番！（1997年—1998年，朗文大師、羅根）
- 忍企鵝真丸（日语：忍ペンまん丸）（九次郎）
- 勇者王我王凱牙（1997年—2005年，獅子王麗雄[85]、獅子王雷牙[86]、帕斯達[87]、Z大師）2系列[系列 6]
- 魯邦三世：華瑟P38（日语：ルパン三世 ワルサーP38）（波瑪[88]）
- 烈火之炎（虛空）

1998年
- 秋葉原電腦組（蜜水堂店主〈泉岳寺島福郎〉、師團長）
- 餓沙羅鬼（攝政、僧）
- 烙印勇士 (1997年版)（領主）
- 星方武俠Outlaw Star（日语：星方武侠アウトロースター）（老人）
- 性感指令外傳 好厲害啊!! 勝先生（日语：セクシーコマンドー外伝 すごいよ!!マサルさん）（老闆）
- 秀逗博士（教務主任、長老）
- 槍神Trigun（內布拉斯加）
- 炸彈人 彈珠人爆外傳（老維達）
- 小豬萬萬歲（浮游老爹）
- 危險調查員（酒館老闆）
- 乖小孩（校長）
- 浪客劍心 (1996年版) （小川兵藏）
- 婆娑羅（亞相）

1999年
- 迷糊女戰士（伊索）
- 下級生（神山美子的父親）
- 快樂小丸日記（蛀牙怪人鱷魚先生、白鬍子先生）
- The Big O（米格爾·索爾達諾）
- 週刊故事樂園（日语：週刊ストーリーランド）（和尚、店主）
- 平行世界物語（日语：デュアル!ぱられルンルン物語）（羅螺博士）
- 力石戰士（阿波魯斯）
- 神奇寶貝（1999年—2001年，約翰、洛赫、村長）
- ReReRe天才傻鵬（日语：レレレの天才バカボン）（1999年—2000年，固執醫生、大板牙、鰻魚媽媽、俳句師父、小倉鼴鼠、署長 等）

2000年
- 犬夜叉（2000年—2010年，冥加[89][90]）2系列[系列 7]
- 勝負師傳說 哲也（放債人的信託）
- 幽浮寶貝（西遠寺寶晶）
- 咕嚕咕嚕魔法陣 心跳♡傳說（吉他吉他老伯[91]）

2001年
- 銀河冒險戰記 the second stage（老人B）
- 元氣五胞胎（八作）
- 通靈王 (2001年版)（壹上等、沙門老師）
- 光劍星傳EX（里吉斯村長）
- 怪獸家族（黑魯黑魯）
- 星之卡比（2001年—2003年，帝帝帝大王[92]）
- 魯邦三世：通往惡魔島（日语：ルパン三世 アルカトラズコネクション）（アレジ[93]）

2002年
- 我們這一家（2002年—2009年，花爸[94]）
- 真·女神轉生D 惡魔之子 光之書與闇之書（哈波利姆）
- BOM BOM 彈珠人太空戰士（2002年 - 2003年，艾因博士[95]）

2003年
- 貯金大冒險（神秘男子〈騙子〉）
- 急救超人兵團（栗之花栗三郎／馬龍·弗勞爾博士）
- 偵探學園Q（岩清水廣樹）
- 鈴鐺貓娘Nyo（草弁老爹）
- （船瀨的父親、玄齋、小吃攤老闆）
- 神奇寶貝超世代（2003年—2024年，泰森）
- 坦克王（奧爾登）
- 魔法咪路咪路 Golden（卡夢夢）
- ONE PIECE（2003年—2024年，五老星／伊贊巴隆·V·納斯壽郎聖、甘裘[96]）

2004年
- Keroro軍曹（2004年—2010年，Keroro的父親、Keroro父親機器人）
- 怪俠索羅利（巫師）

2005年
- 哆啦A夢 (水田山葵版)（2005年—2010年，不二子不二夫〈初代〉、源靜香的叔叔）

2006年
- 水星領航員 The NATURAL（大師）
- 銀魂（2006年—2008年，聖誕老人）
- THE THIRD～蒼之瞳的少女～（日语：ザ・サード）（諾爾）
- 涼宮春日的憂鬱（2006年—2009年，三味線[97][98][99]）2系列[系列 8]
- NANA（安藤）
- 妖逆門（焰斬）
- 備長炭（真竹爺爺）
- 草裙河童（日语：フラカッパー）（竹田的爺爺）
- 血戰（泰德·A·亞當斯）

2007年
- 獸神演武（孫寧妙嚴）
- 認真地不認真的怪傑佐羅力（しかめっ面）
- 農大菌物語（結城螢的祖父）

2008年
- 超能力少女 蘭（校長）
- 出包王女（2008年—2015年，校長、署長）4系列[系列 9]
- 野良耳（日语：のらみみ）（信樂）2系列[系列 10]
- 發現、體驗、我喜歡巧虎！（旁白）[注 2]
- 可愛小水滴 啊哈☆（日语：ぷるるんっ!しずくちゃん）（木之長老）
- 波菲的漫長旅程（巴斯卡）

2009年
- 閃亮雙胞胎（磯六）
- 秀逗魔導士EVOLUTION-R（塔弗拉西亞國民C）
- 戰國BASARA（2009年—2014年，島津義弘[100]）3系列[系列 11]
- 奇奇的異想世界 新的家（富士爺爺）
- 小雙俠 (2008年版)（波曼）
- FRESH光之美少女！（2009年—2010年，長老）
- 神奇寶貝 鑽石&珍珠（冥王）

2013年
- 黑色嘉年華 - 療師
- 团地友夫（爺爺）

2014年
- ONE PIECE 多雷斯羅薩篇（甘裘）
- 偽戀（一條一征）
- 戰國Basara Judge End（島津義弘）
- 信長協奏曲（澤彥）
- 尋找失去的未來（小川光憲）
- 怪盜Joker（館長）
- 名侦探柯南 江户川柯南失踪事件 〜史上最糟糕的两天〜（阿笠博士）
- 熱情傳奇〜導師的黎明〜（爺爺）

2015年
- 出包王女DARKNESS 2nd（校長）
- 一拳超人（庫賽諾博士）
- 新我們這一家（父）
- 潮與虎（為何）

2016年
- 魔法護士小麥R（白色熊怪人）
- 熱情傳奇 The X（爺爺）
- 名侦探柯南 章节''ONE'' 缩小的名侦探（阿笠博士）

2017年
- 我的英雄學院（2017年—2023年，經典老爺車[102]）5系列[系列 12]
- 成人的一休（日语：オトナの一休さん）（鯉魚）
- 將國戡亂記（卡里路[103]）
- 點心大冒險（龍和尚）
- 夏目友人帳 陸（銀杏樹的妖怪）

2018年
- 妖怪手錶 光影之卷（宇浦）

2019年
- 粉彩回憶（國王）
- 盾之勇者成名錄（奴隸商）

2020年
- 異獸魔都（洞穴和平醫院院長）
- 勇者鬥惡龍 達伊的大冒險（2020年）（布拉斯）
- 半妖的夜叉姬（冥加）

2021年
- 魔術士歐菲 流浪之旅 基姆拉克篇（歐雷爾）
- 通靈王 (2021年版)（沙問）
- 寶可夢 旅途（德克）
- 蓋特機器人ARC（漢博士）
- 月與萊卡與吸血公主（費奧多爾·格吉耶夫）

2022年
- 半妖的夜叉姬 貳之章（冥加）
- 盾之勇者成名錄 Season2（奴隸商）
- 打工吧！！魔王大人（卡米歐[104]）
- 奇米萌 CHIMIMO（矢武犬）
- 名偵探柯南 犯人·犯澤先生（阿笠博士）

2023年
- 阿魯斯的巨獸（禪[105]）
- 吸血鬼馬上死2（抗老化[106]）
- 可愛過頭大危機（米基蒂·福魯普林、旁白）
- 帶著智慧型手機闖蕩異世界。2（蓋倫·尤納斯·瑞斯特亞）
- 雖然等級只有1級但固有技能是最強的（哈伯特）

2024年
- 七龍珠大魔（瓦普大人／小瓦普大人）
- 亂馬½ (2024年版)（旁白[107]）

2025年
- 紅戰士在異世界成了冒險者（茲基巴吉博士）
- MIRU 我的未來（日语：未ル わたしのみらい）（洋蔥君[108]）

### 電影動畫
- 名偵探柯南 - 阿笠博士
- 犬夜叉 - 冥加
- 多啦A夢族 生死時速火車大決戰 - 能源中心所長

1988年
- 福星小子 完結篇（日语：うる星やつら 完結篇）（諸星當的父親）
- （山田）

1991年
- 亂馬½：中國寢崑崙大決戰！規則無視的激鬥篇!!（日语：らんま1/2 中国寝崑崙大決戦! 掟やぶりの激闘篇!!）（早乙女玄馬）
- 老人Z（機動隊長）

1992年
- 亂馬½：決戰桃幻鄉！奪回新娘子!!（日语：らんま1/2 決戦桃幻郷! 花嫁を奪りもどせ!!）（早乙女玄馬）

1994年
- 亂馬½：超無差別決戰！亂馬隊VS傳說的鳳凰（日语：らんま1/2 超無差別決戦! 乱馬チームVS伝説の鳳凰）（早乙女玄馬）

1995年
- 劇場版 NINKU -忍空-
- 回憶三部曲「最臭兵器」（大前田）

1997年
- 名偵探柯南：引爆摩天樓（阿笠博士[109]）

1998年
- 名偵探柯南：第14號獵物（阿笠博士[110]）

1999年
- 名偵探柯南：世紀末的魔術師（阿笠博士[111]）

2000年
- 名偵探柯南：瞳孔中的暗殺者（阿笠博士[112]）

2001年
- 名偵探柯南：往天國的倒數計時（阿笠博士[113]）

2002年
- 名偵探柯南：貝克街的亡靈（阿笠博士[114]）

2003年
- 名偵探柯南：迷宮的十字路（阿笠博士[115]）

2004年
- 名偵探柯南：銀翼的奇術師（阿笠博士[116]）

2005年
- 名偵探柯南：水平線上的陰謀（阿笠博士[117]）

2010年
- 劇場版 3D我們這一家：超能力花媽（花爸）
- 劇場版 破刃之劍（道爾）
- 名偵探柯南：天空的劫難船（阿笠博士[118]）

2011年
- 名偵探柯南：沉默的15分鐘（阿笠博士[119]）

2012年
- 創世紀傳說 世界的彼方（有城武生）
- 名偵探柯南：第11位前鋒（阿笠博士）

2013年
- 劇場版 花樣河童：開花！蝶之國的大冒險（日语：はなかっぱ#劇場アニメ）（蓮次郎）
- 魯邦三世VS名偵探柯南 THE MOVIE（阿笠博士[120]）
- 名偵探柯南：絕海的偵探（阿笠博士[121]）

2014年
- 劇場版 GOGO佑都（日语：ゆうとくんがいく）（儂儂[122]）
- 名偵探柯南：異次元的狙擊手（阿笠博士[123]）

2015年
- 名偵探柯南：業火的向日葵（阿笠博士[124]）

2016年
- 名偵探柯南：純黑的惡夢（阿笠博士）

2017年
- 名偵探柯南：唐紅的戀歌（阿笠博士）
- 劇場版 妖怪手錶：光影之卷 鬼王的復活（烏拉）

2018年
- 名偵探柯南：零的執行人（阿笠博士）

2019年
- 名偵探柯南：紺青之拳（阿笠博士）
- 生日幻境（灶馬）

2020年
- 寶可夢：皮卡丘與可可的冒險（市長）

2021年
- 名偵探柯南：緋色的彈丸（阿笠博士）
- Princess Principal Crown Handler 第2章（支配人）

2022年
- 名偵探柯南：萬聖節的新娘（阿笠博士）
- ONE PIECE FILM RED（五老星）

2023年
- 名偵探柯南：黑鐵的魚影（阿笠博士）

2024年
- 名偵探柯南：100萬美元的五稜星（阿笠博士）
- 賽馬娘 Pretty Derby 新時代之門（田邊訓練員[125]）
- 範馬刃牙VS拳願阿修羅（郭海皇[126]）

2025年
- 名偵探柯南：獨眼的殘像（阿笠博士）

### OVA
1984年
- 大江戶捕物帳 鼠小僧（小判貓）
- 銀河漂流拜法姆：13人齊聚一堂（夏爾·薩利達）

1985年
- 福星小子：了子的九月茶會（諸星當的父親）
- 輕井澤症候群（日语：軽井沢シンドローム）（恩田二郎的父親）
- 銀河漂流拜法姆：“凱特的記憶”淚水奪回作戰!!（夏爾·薩利達）
- 裝甲騎兵波德姆茲：最後的紅肩隊（波羅）
- 風中之露（日语：るんは風の中）（英語老師）

1991年
- NG騎士檸檬汽水&40EX（災難博士）
- 帝都物語（黑田茂丸）

2007年
- 欠金情人（林田）

### 網路動畫
- 小鶴屋學姊的四格（2009年，三味線）
- 名偵探柯南 vs Wooo（2011年，阿笠博士）
- 名偵探柯南 逃亡者·毛利小五郎（2014年，阿笠博士）
- 漫畫心療系（2015年，官越好藏[127]）
- 範馬刃牙（2020年，郭海皇[128]）
- 星際大戰：視界 The Elder（2021年，老人[129]）
- 鎮西八郎為朝（日语：鎮西八郎為朝 (アニメ)）（2022年，天狗）
- 我們這一家NEXT（2024年，花爸）

### 遊戲
- 戰國BASARA系列 - 島津義弘
- 机动战士高达外传 殖民地堕落之地（鲍勃·罗克）
- 机动战士高达战记（鲍勃·罗克）

1990年
- 雀偵物語2 宇宙偵探帝凡出動篇（桐島博士）
- 亂馬½系列（1990年—1996年，早乙女玄馬）9作品[系列 13]

1991年
- 電腦都市OEDO808 獸之屬性（日语：電脳都市OEDO808#ゲーム）（告密者、伊斯特里亞的間諜）

1992年
- 宇宙戰艦大和號（分析儀（日语：アナライザー (宇宙戦艦ヤマト)）、甘茨（日语：ガンツ (宇宙戦艦ヤマト)））[注 3]

1995年
- 亞克傳承（瓊加拉）
- 大盜五右衛門 我成為舞者的理由（日语：がんばれゴエモン きらきら道中〜僕がダンサーになった理由〜）（惠比壽丸）

1996年
- 亞克傳承II（瓊加拉）
- 王國主廚
- 機動戰士鋼彈 ver.2.0（丹寧）
- 新超級機器人大戰（日语：新スーパーロボット大戦）（小杜、速水文太）
- 那就走吧！惠比壽丸 機關迷宮 五右衛門失蹤之謎!!（日语：それ行けエビス丸 からくり迷路 消えたゴエモンの謎!!）（惠比壽丸）
- 野野村病院的人們（日语：野々村病院の人々）（藤木榮作）[注 4]
- 閃電英雄 大悟的大冒險（日语：ライトニングレジェンド 大悟の大冒険）（Girigiri老爹）

1997年
- 下級生（打勾勾神社神主）
- 大盜五右衛門 桃山幕府之舞（日语：がんばれゴエモン〜ネオ桃山幕府のおどり〜）
- 袋狼大進擊2：Cortex Strikes Back（阿庫阿庫）
- 超級機器人大戰F（暗黑大將軍）
- 洛克人DASH系列（巴雷爾·恰斯凱特）2作品[系列 14]

2001年
- 犬夜叉（冥加）

2010年
- 戰國BASARA3（島津義弘）

2011年
- 戰國BASARA3 宴（島津義弘）

2016年
- 戰國BASARA 真田幸村傳（島津義弘）

2017年
- 東京放學後召喚師（日语：東京放課後サモナーズ） （亞爾斯蘭[130])

2020年
- 寶可夢大師（大木博士）

2025年
- 寶可夢大師（成也．大木）

### 同人遊戲
- （2016年，朗格勒王[131]）

### 廣播劇CD、卡式錄音帶
- 艾瑞莎 ～魔法人形的鎮魂曲～（日语：アレサ）（佛洛伊德）
- ILEGENES -The Genetic Sodom ILEGENES-（麥可·里藤伯博士）
- 白色十字架 Dramatic Collection III Kaleidoscope Memory（領袖格的老人）
- 血咒聖痕（村長）
- 極樂天使 ～天堂蒸氣旅情篇～（馬場爺爺）
- 黑色嘉年華 ～輪（馬戲團）～（療師）
- 卡式錄音帶文庫 無責任艦長泰勒（朗卡）
- 家電偵探的冷笑。（課長[132]）[注 5]
- 君心櫻色（爺爺）
- CD劇場 勇者鬥惡龍VI（日语：CDシアター ドラゴンクエスト）（迪斯塔姆亞）
- 一定能幸福（日语：しあわせにできる）系列（德永信義）
- 絕對爆發雷神王對伏魔金剛（犬父親空、荒木源藏、邪惡球）
- 太陽少女印加（日语：太陽の少女インカちゃん）（奧爾梅克酋長）
- 出包王女（校長）
- 廣播劇CD 千歲Get You!!（茂先生）
- 廣播劇CD 大叔走進衣櫃時。（堤下傳次郎）
- （正和）
- 嬉皮笑園 Second Season Vol.2 ～桃月學園1年D組南國漂流記～篇（教授）
- 吸血鬼獵人D系列（克羅克教授）
  - 吸血鬼獵人 D-北海魔行I -前往北海-
  - 吸血鬼獵人 D-北海魔行II -夏天快來了-
  - 吸血鬼獵人 D-北海魔行III -如果冬天到來-
- B壹（日语：B壱）（上井）
- 暮蟬悲鳴時（鑑識の爺さま）
- 平成時間飛船（日语：平成タイムボカン） （財鑑定）
- 魔神英雄傳3 CD劇場2、4、6（日语：魔神英雄伝ワタル (ラジオ)#CDシネマ 魔神英雄伝ワタル3）（西部狼）
- 魔神英雄傳4 CD劇場5「創界山樂園」（日语：魔神英雄伝ワタル (ラジオ)#CDシネマ 魔神英雄伝ワタル4）（幻龍齋）
- 魔動王Granzort（阿古拉曼德）
- 咕嚕咕嚕魔法陣系列（阿德堡·艾魯多）
  - 咕嚕咕嚕魔法陣 ～大迷惑！熱血妖精的報恩～
  - 咕嚕咕嚕魔法陣 ～把水晶球拿回來！ 這是黑暗中的大陰謀!!～
- 勇者王我王凱牙系列（獅子王麗雄）
  - 廣播劇特別篇1 ～生化人誕生～
  - 廣播劇特別篇2 ～機器人闇酷冒險記～
  - 廣播劇特別篇3 ～最強勇者美女軍團～
  - 廣播劇特別篇4 ～永遠的ID5…～
- 浪漫俱樂部（日语：浪漫倶楽部） 聲音劇院（櫻井老師）
- 聖刻霸傳（Worth Geed） 拉肖恩風暴（日语：ワースブレイド）（拉賈斯·拉賈斯）
- 不該讓任何人知道的大和號秘密 第三章 W分析儀的『油輪，我的船』（分析儀懷（日语：アナライザー (宇宙戦艦ヤマト)））[注 6]

### 外語配音

#### 演員
托丹尼·狄維托
- 寶貝福星（英语：Johnny Dangerously）（巴爾）※日本電視台版。
- 綠寶石（拉爾夫[133]）※日本電視台版。
- 推媽媽出火車（歐文·利夫特）※機內上映版[134]。

華萊士·尚恩
- 天使小綁匪（英语：House Arrest (1996 film)）（維克·芬利）
- 外星人報到（英语：My Favorite Martian (film)）（艾略特·科爾耶博士）
- 賭城假期（英语：Vegas Vacation）（馬蒂）

#### 電影
- 007：雷霆殺機[135]（警察署長）※TBS版。
- 王牌威龍2：非洲大瘋狂（富爾頓·格林沃爾〈伊恩·麥克內斯（英语：Ian McNeice）〉[136]）
- 黃金雨（英语：Allan Quatermain and the Lost City of Gold）（納斯塔、商人）※富士電視台版。
- 月亮中的亞馬遜女人（英语：Amazon Women on the Moon）（馬利、美國總統〈福里斯特·阿克曼（英语：Forrest J Ackerman）〉、喬納森、查理·卡拉斯）
- 環遊世界八十天（基奇納上校〈伊恩·麥克內斯（英语：Ian McNeice）〉 等）
- 蝙蝠俠4：急凍人（詹姆斯·高登局長〈帕特·亨格爾〉）※影碟版。
- 蝙蝠俠3（詹姆斯·高登局長〈帕特·亨格爾〉）※影碟版。
- 小犬當家（英语：Bingo (1991 film)）（杜克〈格倫·沙迪克斯（英语：Glenn Shadix）〉）
- 第凡內早餐（尤尼歐西〈米基·魯尼〉）※日本電視台版。
- 虎豹小霸王（珀西·加里斯〈斯特羅瑟·馬丁（英语：Strother Martin）〉[137]）※STAR CHANNEL（日语：スターチャンネル）版。
- 腥風怒吼（弗蘭克·瓦倫特刑警）
- 鬼馬小精靈（英语：Casper (film)）（史特里希）※日本電視台版。
- 大紅狗克里弗（布里德韋爾〈約翰·克里斯〉[138]）
- 來去美國（史威茲）※富士電視台版。
- 鱷魚先生2（英语：Crocodile Dundee II）（萊羅伊·布朗〈查爾斯·S·達頓（英语：Charles S. Dutton）〉[139]、泰迪）※影碟版。
- 長腿叔叔（英语：Daddy Long Legs (1955 film)） ※東京電視台版。
- 南北醉拳（蘇花子〈袁小田〉）
- 天崩地裂（萊斯·沃雷爾）※朝日電視台版。
- 終極警探2（萊斯利·伯恩斯〈亞特·伊凡斯（英语：Art Evans (actor)）〉）※富士電視台版。
- 好萊塢醫生（英语：Doc Hollywood）（霍格醫師〈巴納德·休斯（英语：Barnard Hughes）〉）※朝日電視台版。
- 怪醫杜立德2（英语：Dr. Dolittle 2）（變色龍佩畢羅〈雅各布·韋加斯（英语：Jacob Vargas）〉）※朝日電視台版。
- 李小龍傳（菲利普·譚）※影碟版。
- 醉拳II（福民祺〈劉家良〉）※富士電視台版。
- 二十九壯士（英语：Duel at Diablo）（哈靈頓下士〈比爾·哈特〉）※TBS版。
- 榮譽之刃（英语：Edge of Honor）（萊斯特）
- 監獄寶貝蛋（英语：Ernest Goes to Jail）（查克〈格拉·沙登（英语：Gailard Sartain）〉）
- 魔星傳奇（諾亞·布萊夸隆〈威福·伯明萊〉）※DVD版。
- 聯合縮小軍（麥可斯博士〈當奴·派辛斯〉）※朝日電視台新錄製版。
- 歡樂五福星（韓）
- 小精靈2（大腦〈托尼·蘭德爾（英语：Tony Randall）〉）
- 小兵打勝仗（英语：Hannibal Brooks）（鄉村醫生）※TBS版。
- 大腳哈利（英语：Harry and the Hendersons）（傑瑞·塞維爾）※影碟版。
- 魔鬼士官長（邱祖）※朝日電視台版。
- 殭屍小子系列（長三道士）
  - 立體奇兵
  - 哈囉殭屍
  - 殭屍小子
- 鬼馬神仙車大鬧蒙地卡羅（英语：Herbie Goes to Monte Carlo）（威利·阿普爾蓋特〈唐·諾茨〉）
- 小人物大英雄（戈因斯法官）※影碟版。
- 帝國時代（英语：History of the World, Part I）（凱撒〈多姆·德路易斯（英语：Dom DeLuise）〉、斯威夫塔斯〈羅恩·嘉莉（英语：Ron Carey (actor)）〉）
- 好萊塢怪物（英语：Hollywood-Monster）（路易斯）
- 機飛總動員2（英语：Hot Shots! Part Deux）（薩達姆）※朝日電視台版。
- 聖戰奇兵（薩拉赫〈約翰·萊斯-戴維斯〉）※富士電視台版。
- 誰殺了甘迺迪（驗屍官）※朝日電視台版。
- 一路響叮噹（商場聖誕老人〈吉姆·貝魯什〉、玩具店顧客、計程車司機）※富士電視台版。
- 地心冒險（農夫）※朝日電視台版。
- 野蠻遊戲（山姆·帕里許／豹王〈喬納森·海德〉）※富士電視台版。
- 老天發威（英语：King Solomon's Mines (1985 film)）（卡扎姆）※朝日電視台版。
- 魔王迷宮（迪迪莫斯）※影碟版。
- 難補情天恨（英语：Lady Sings the Blues (film)）（傑瑞）
- 靈犬萊西（英语：Lassie (2005 film)）
- 黑魔王（英语：Legend (1985 film)）（布瑞克斯[140]）
- 時空急轉彎（魔術師艾爾塞維斯、費迪南先生）
- 致命武器4（班尼·陳）※影碟版、朝日電視台版。
- 火爆猛金鋼（英语：Love and Bullets (1979 film)）（機器人〈麥可·V·賈佐（英语：Michael V. Gazzo）〉）
- 鳳凰王子（妖蛇）
- 真愛伴我行（律師）
- 神氣活現2（好萊塢·蒙托斯〈米沙可·泰勒（英语：Meshach Taylor）〉）※VHS版。
- 甜心殺手（英语：Miss Meadows）（東尼·韋弗〈葛拉罕·貝克（英语：Graham Beckel）〉）
- 莫塔德羅和菲利蒙（西班牙语：Mortadelo y Filemón）（卡利梅羅）
- 捕鼠氣（莫瑞）※影碟版。
- 太空布偶歷險記（英语：Muppets from Space）（動物〈法蘭克·歐茲〉、超奇聞趣事〈傑瑞·尼爾森（英语：Jerry Nelson）〉）
- 布偶幽靈公館（英语：Muppets Haunted Mansion）（動物（英语：Animal (Muppet)））
- 福星高照（陳百萬〈楊斯〉）
- 木偶奇遇記（英语：Pinocchio (2002 film)）（佩佩）
- 金牌警校軍（澤德〈鮑勃凱特·戈德斯韋特〉）
  - 金牌警校軍續集（英语：Police Academy 2: Their First Assignment）
  - 金牌警校軍3（英语：Police Academy 3: Back in Training）
  - 金牌警校軍4（英语：Police Academy 4: Citizens on Patrol）
- 幻海童真（英语：Prancer (film)）（史都華）※VHS、LD版。
- 無罪的罪人（英语：Presumed Innocent (film)）（熊谷〈薩薄·下野（英语：Sab Shimono）〉）※影碟版。
- 輪廻（植木職人）
- 桂河橋續集（英语：Return from the River Kwai）（田中中尉〈喬治·武井〉）※日本電視台版。
- 豪勇七蛟龍續集（英语：Return of the Seven）
- 洛基系列（托尼·“公爵”·埃弗斯〈托尼·伯頓（英语：Tony Burton）〉）
  - 洛基2
  - 洛基3 ※TBS版。
  - 洛基4 ※TBS版。
  - 洛基5 ※日本電視台版。
  - 洛基：勇者無懼
- 滅（英语：Runaway Train (film)）（艾迪·麥克唐納〈肯尼斯·麥克米蘭（英语：Kenneth McMillan (actor)）〉）※朝日電視台版。
- 野蠻島（英语：Savage Islands (film)）（海因里希·馮·利岑堡伯爵）
- 鹹濕世家（英语：Scandal in the Family (1975 film)）（卡洛〈倫佐·蒙塔尼亞尼（英语：Renzo Montagnani）〉）※東京電視台版。
- 火線大逃亡（擦絨·達桑占堆〈岩松信〉）※富士電視台版。
- 百變星君（姜師教授〈徐錦江〉）
- 太空侵略者（英语：Spaced Invaders）（維普特上尉）
- 忍者龜2（英语：Teenage Mutant Ninja Turtles II: The Secret of the Ooze）（喬丹·佩里教授〈大衛·華納〉）※影碟版。
- 里奧追蹤（英语：That Man from Rio） ※TBS版。
- 紐約大怪談（英语：The Believers (film)）
- 大眠（哈里·瓊斯）※TBS版。
- 福祿雙霸天（鮑伯〈傑夫·莫里斯（英语：Jeff Morris (actor)）〉）※富士電視台舊錄製版。
- 候選人（英语：The Candidate (1972 film)）
- 勵志大聯盟（英语：The Comebacks）（馬桶裁判〈安迪·迪克〉）
- 滑頭紳士闖通關（英语：The Distinguished Gentleman）（澤克·布里奇斯〈納博·威靈翰（英语：Noble Willingham）〉）※富士電視台版。
- 愛情終結者（英语：The Exterminator）（州議員〈大衛·李普曼〉）※富士電視台版。
- 魔鬼捕頭（英语：The Gauntlet (film)）（自行車騎士〈羅伊·詹森（英语：Roy Jenson）〉）
- 上海小姐（喬治·格里斯比〈葛倫·安德斯（英语：Glenn Anders）〉）
- 快閃殺手（懷勒保安官）
- 被時光遺忘的土地（英语：The Land That Time Forgot (1974 film)）（博格〈戈弗雷·詹姆斯（英语：Godfrey James）〉）
- 魔戒首部曲：魔戒現身（巴力曼·奶油伯）
- 站在子彈上的男人（阿爾伯特·邁因海默〈李查·葛瑞夫斯〉[141]）※朝日電視台版。
- 布偶歷險記（動物）
- 布偶電影（英语：The Muppet Movie）（瑞典廚師（英语：El cocinero sueco）、冰淇淋銷售員〈鮑伯·霍伯〉）※LD版／（動物）※Disney+版。
- 布偶占領曼哈頓（英语：The Muppets Take Manhattan）（動物）※CBS／FOX（英语：20th Century Studios Home Entertainmen）版／（動物、盧·西蘭、斯凱芬頓〈詹姆斯·可可（英语：James Coco）〉）※Sony Pictures版。
- 布偶綠野仙蹤（英语：The Muppets' Wizard of Oz）（動物）
- 長襪子皮皮的新冒險（英语：The New Adventures of Pippi Longstocking）（膠水人格雷格〈迪克·範·帕特恩（英语：Dick Van Patten）〉）
- 情色風暴1997（傑瑞·法威爾）
- 致命的快感（尤金·德雷德〈凱文·康維（英语：Kevin Conway (actor)）〉）※朝日電視台版。
- 火箭手 ※朝日電視台版。
- 刺激（波克特別搜査官〈達納·艾卡〉）※影碟版、朝日電視台版／（路德·科爾曼〈羅伯特·厄爾·瓊斯（英语：Robert Earl Jones）〉）※影碟版／（吉米）※朝日電視台版。
- 老少江湖（老闆）※VHS版。
- 檢修員（英语：Trouble Man (1972 film)） ※日本電視台版。
- 塔克：其人其夢（英语：Tucker: The Man and His Dream）（比斯利特別補佐官、法官）※日本電視台版[注 7]。
- 福將與福星（大衛·“戴夫”·薩頓〈雷金納德·韋爾約翰遜（英语：Reginald VelJohnson）〉）※機內上映版。
- 反斗智多星（英语：Wayne's World (film)）（諾亞·范德霍夫〈布萊恩·多依爾-莫瑞（英语：Brian Doyle-Murray）〉）
- 威探闖通關（馬文·艾克姆〈斯塔比·凱爾（英语：Stubby Kaye）〉、波基豬、啄木鳥伍迪）
- 少壯屠龍陣2（英语：Young Guns II）（馬歇爾·厄普森（英语：Marshall Ashmun Upson）〈傑克·基歐（英语：Jack Kehoe）〉）※富士電視台版。
- 出神入化（英语：Young Sherlock Holmes）（雷斯垂德）※富士電視台版。

#### 電視影集
- 兵聖（孫書）
- 霹靂嬌娃
  - 第1季（威廉·迪格納姆博士）
  - 第3季（喬治·丹佛斯、報紙攤販〈比利·巴蒂（英语：Billy Barty）〉、哈西爾）
- 神探可倫坡（威爾森刑警、記者[來源請求]）
- 來來殭屍（長三道士）
- CSI犯罪現場：拉斯維加斯 (第2季)（卡洛·雷〈羅伯特·皮卡多〉）
- 老公老婆不登對（英语：Dharma & Greg）（第1季：沃林〈迪克·奧尼爾（英语：Dick O'Neill）〉、第3季：艾爾〈克萊德·草津（英语：Clyde Kusatsu）〉）
- 小淘氣 (第1季)（英语：Diff'rent Strokes）（克旺貝）
- 恐龍家族（加斯）
- 同伊
- 正南方 (第1季)（文斯·萊格特）
- 天才家庭 (第3季)（馬克斯·施耐德〈羅伯特·科斯坦卓（英语：Robert Costanzo）〉）
- 海豚的故事 (第1季)（英语：Flipper (1995 TV series)）（奧伯邁爾）
- 歡樂滿屋（盧、店長）
- 檀島警騎2.0（理查德・布蘭奇〈普魯特・泰勒・文斯（英语：Pruitt Taylor Vince）〉）
- 霹靂警探（英语：Hill Street Blues）（海蘇斯·馬丁內斯、第1季：海德爾）
- 喬伊 (第1季)（計程車司機）
- 邁阿密風雲（第2季：電話男子〈馬特奧·考維斯〉、第3季：艾德·麥凱恩〈查爾斯·S·達頓（英语：Charles S. Dutton）〉）
- 雙面嬌娃 (第2季)（英语：Moonlighting (TV series)）（艾倫的鄰居〈西德尼·拉西克（英语：Sydney Lassick）〉）
- 布偶時間（英语：Muppet Moments）（動物）
- 今夜布偶秀（英语：Muppets Tonight）（廣播、動物、強尼的媽媽 等）
- 神勇法醫官（英语：Quincy, M.E.）（弗蘭克·莫納漢警部）
- 三國演義（張讓）※NHK-BS2版。
- 福爾摩斯探案：吸血鬼探案（旅行商〈弗雷迪·瓊斯〉）
- 大榔頭 (第1季)（雅各〈劉易斯·艾奎特（英语：Lewis Arquette）〉[142]、破爛）
- 肥皂劇（英语：Soap (TV series)）（第1季：哈羅德·布朗夫曼、第2季：貝比·弗雷克）
- 舞台劇 (第2季)（麥可·帕林[143]）
- 銀河前哨（艾納布蘭·泰恩）
- 警網雙雄 (試播版)（英语：Starsky & Hutch）（拉賈）
- Studio DC: Almost Live（英语：Studio DC: Almost Live）（動物）
- 泰山：史詩般的冒險（英语：Tarzan: The Epic Adventures 電視劇）（曼都）※NHK-BS2版。
- 天龍特攻隊
  - 第2季（伯克〈東尼·波頓（英语：Tony Burton）〉）
  - 第3季（喬·達頓、麥奎德）
  - 第4季（傑瑞〈邁克爾·勒納（英语：Michael Lerner (actor)）〉、魯迪·布萊克本）
- 少棒闖天下 (第1季)（英语：The Bad News Bears）（裁判）
- 無敵女金剛 (第2季)（英语：The Bionic Woman）
- 閃電俠（大艾德〈約翰·桑圖奇（英语：John Santucci）〉）※日本電視台版。
- 布偶天團（英语：The Muppets Mayhem）（動物）
- 說書人（英语：The Storyteller (TV series)）（小人〈安東尼·奧唐內爾（英语：Anthony O'Donnell (actor)）〉）
- 原野飆龍 (第1季)（英语：The Young Riders）（約翰·埃伯利〈邁克爾·J·波拉德（英语：Michael J. Pollard）〉）
- 記憶神探（戈登）
- 勝利大決戰（威利〈羅伯特·英格蘭〉）※日本電視台版。

#### 動畫
- 探險活寶
- 阿拉丁（奈非亞）
- 極限高飛
- 狂歡三寶（天才）
  - 兩隻老鼠打天下（英语：Pinky and the Brain）（天才）
- 聖誕快遞3D（聖誕爺爺[144]）
- 巴斯光年的星際使命（少校大使）
- 救難小福星（鄧普蒂、湯姆、夥伴3）※新日語配音版。
- 唐老鴨俱樂部（Bigtime Beagle、Bangjob Beagle）※東京電視台版、（Buggy Beagle）※WOWOW版。
- 高飛家族（魔術師的帽子、顧客）
- 小魚歷險記（英语：Help! I'm a Fish）（海鱸魚）
- 大力士（英语：Hercules (1998 TV series)）（格里芬）
- 冰原歷險記2（大食蟻獸）
- 貓頭鷹守護神（針鼴）
- 米老鼠與唐老鴨（唐老鴨 等）
- 忍者哈特利 Returns（獅子丸）[145]
- 海狸爸爸講故事（英语：Papa Beaver's Storytime）（老鼠爸爸）
- 長襪子皮皮（英语：Pippi Longstocking (1997 film)）（森德·卡爾森）
- 大力水手（大陸書房版）（卜派）
- 小奇兵（查酋長、帕魯〈僅錄音錯誤〉）※DVD版。
- 星際大戰：視界（老人）
- 小麵包機歷險記（英语：The Brave Little Toaster）（電視）
- 查理布朗與史努比 (1981年版)（乒乓）
- 狄克·崔西秀（英语：The Dick Tracy Show）（史凱吉）
- 石頭族樂園 ※富士電視台版、獨立UHF局版、大映視訊版。
- 金猴降妖（虎怪）
- 新頑皮豹動畫秀（馬克）
- 乞丐王子（英语：The Prince and the Pauper (1990 film)）（威瑟爾）
- 藍色小精靈（賈不妙（英语：Gargamel））
- 傻大貓與翠迪鳥的懸疑劇場（英语：The Sylvester & Tweety Mysteries）
- 湯姆貓與傑利鼠喜劇秀（英语：The Tom and Jerry Comedy Show）（德魯比）
- 菲力貓的扭曲故事（英语：The Twisted Tales of Felix the Cat）（幫派、摩西 等）
- 彭彭丁滿歷險記（拉爾夫、狐獴大公爵）
- 奇妙仙子與失落的寶藏（小石頭）
- 湯姆貓與傑利鼠：飆風天王（英语：Tom and Jerry: The Fast and the Furry）（電視台台長）
- 無聊就會死（日语：B8station）（長壽星人）

#### 海外人偶劇
- 布偶奇遇記（英语：Fraggle Rock）（法蘭）
- 星雲75號（英语：Nebula-75）（赫爾曼·阿斯特洛特博士）[146]
- 地球防衛軍Terrahawks（日语：地球防衛軍テラホークス）（零軍曹）

### 廣播節目
- RADIO GANGAN（日语：ラジオガンガン）（1996年4月—1996年9月，文化放送）—共演：草地章江（日语：草地章江）
- BE YOURSELF（日语：BE YOURSELF (ラジオ番組)）（2007年6月13日、10月17日、2008年6月11日、10月8日，文化放送）—嘉賓演出
- AniTama喫茶 三姊妹。（日语：アニたま喫茶 三姉妹。）（2010年6月11日，關西電台）—嘉賓演出
- 東京REMIX族（日语：東京REMIX族）（2011年3月，J-WAVE）—飾 聽眾

### 廣播劇
- 貓♥眼（課長）
- VOMIC 
- ♮ ～自然～（日语：山口勝平・星守紗凪のかっぺい流!?ボイス道場!）（2017年—2018年，葛葉浩一郎）
- FM劇院（日语：FMシアター）（NHK-FM）
  - （2024年8月3日）[147]
- 青春冒險（日语：青春アドベンチャー）（NHK-FM）
  - （2025年6月9日—13日）[148]—飾 夏希的爺爺（泰造）

### 電視節目
- NHK教育 AIUEO（日语：あいうえお (テレビ番組)）（蒙賈船長、緒方亭賢一）
- （旁白）
- NHK教育 （烏龜飛腳）
- 朝日電視台 Shiru Shiru Mishiru Sunday（日语：シルシルミシルさんデー）（2012年8月5日播出集數，黑鬍鬚（日语：黒ひげ危機一髪）的聲音）
- （NHK教育）
- 富士電視台 小知識之泉 ～精彩的無用知識～（作為2006年7月12日和7月26日集數的影之旁白、《忍者哈特利》中的獅子丸）
- 團塊Style（日语：団塊スタイル）（旁白）
- 池波散步（時代劇專門頻道（日语：時代劇専門チャンネル），SKY PerfecTV！（日语：BSスカパー），旁白）
- 日本電視台 名偵探柯南：異次元的狙擊手 公開紀念特輯（2014年4月29日，飾 阿笠博士）
- BS富士  答題者（第1回：2019年3月6日、3月7日 第2回：2022年1月24日、1月25日、1月28日)
- 日本電視台 轉一圈搞不懂的事（日语：1周回って知らない話）（2019年4月24日）
- 朝日放送電視台 遠離人煙的一戶人家（日语：ポツンと一軒家）（2021年4月4日—，旁白）[149]
- NHK 朝一（2023年7月28日，於特別精選！娛樂「繪本作家田中光」單元擔任露臉現場錄音導演）

### 電視劇
- 連續電視小說（NHK）
  - 大姊當家（2016年6月8日）—飾 奈良澤西裝店店主
  - 如虎添翼（2024年）—飾 重田[150]
- 大河劇（NHK）
  - 西鄉殿（2018年）—飾 中山忠能（日语：中山忠能）
  - 麒麟來了（2020年）—飾 僧正
  - 鎌倉殿的13人（2022年）—飾 住職
- 六本松愛的方法改革（2018年）—飾 松造
- 僕人大叔（日语：しもべえ#テレビドラマ）（2022年1月7日—3月25日，NHK綜合）—旁白
- Dr. White 第1話（2022年1月17日，關西電視台、富士電視台系列）—飾 霧島
- 小道消息 ＃她想知道真正的○○ 第6話（2022年2月10日，富士電視台）—飾 樹鶯書店店主
- 17歲帝國（日语：17才の帝国） 最終話（2022年6月4日，NHK綜合）—飾 70多歲男性
- 私人銀行家 第1話（2025年1月9日，朝日電視台）—飾 宇佐美健

### 電影
- SPACE BATTLESHIP 大和號（分析儀（日语：アナライザー (宇宙戦艦ヤマト)）的聲音）
- 漫畫誕生（日语：[[:ja:漫画誕生]|]]）（2018年）—飾 內務大臣·平田

### 特攝影集
- 加油啊!! 小露寶（多羅露寶的聲音）
- 牙狼〈GARO〉特別篇 ～白夜的魔獸～（日语：牙狼-GARO-スペシャル 白夜の魔獣）（2006年，魔導具哥爾巴的聲音）
- 牙狼〈GARO〉 ～MAKAISENKI～（日语：牙狼-GARO- 〜MAKAISENKI〜）（2011年—2012年，魔導具哥爾巴的聲音）
- 假面騎士聖刃（2021年，國王梅基多的聲音[151]）

### 人偶劇
- NHK 布丁布丁物語（日语：プリンプリン物語）（軍曹、蘭米）
- NHK教育 （白熊〈議長、學校老師〉）
- NHK教育 兒童人偶劇場（日语：こどもにんぎょう劇場） 「開花爺爺」（可惡的爺爺）
- NHK教育 吵雜森林的小頑固（日语：ざわざわ森のがんこちゃん）（小頑固的父親、爺爺、沼澤河童、的父親）
  - NHK教育 新·吵雜森林的小頑固[152]
  - NHK教育 [153]
- NHK教育 （文福校長、雪琴子兄弟哥哥、巴克比尼店長）
- NHK教育 Poco Potteito（日语：ポコポッテイト）（巨龜長老）

### 廣告
※所有未註明的廣告均為旁白。
- Eisai
  - （1976年—1978年，電台廣告）
- 花王石鹼
  - 「即便攜帶型」（1982年）
- 神樂酒造（日语：神楽酒造）
  - （1991年，《山林小獵人》的爸爸）
- SUN電子
  - 「農夫忍者」（1985年）
- 樂高
  - 「城鎮系列 科斯莫鷹、科斯莫太空梭基地」（太空梭基地工作人員的聲音）
  - 「南海勇者系列（日语：レゴ・南海の勇者シリーズ）」（虎克船長的聲音）
- 萬普
  - 「魔法氣泡（GAME BOY版）」（1994年）
- NTT
  - 「Town Page」（1996年，4色全彩廣告篇。與小林清志共同擔任旁白）
- 萬代
  - （2012年）
- 艾尼克斯
  - 「天地創造」（1995年）
- 豐田汽車
  - 企業廣告（2015年—2016年，的聲音）

### 柏青哥、角子機
柏青哥
- CR忍者哈特利（獅子丸）
- CR怪物小王子（狼男）
- CR怪物小王子：惡魔之劍（狼男）
- CR魔神英雄傳（日语：CR魔神英雄伝ワタル）（忍部幻龍齋、多多路·高士蒙）

角子機
- 大盜五右衛門（惠比壽丸、電漿老爹）
- 大盜五右衛門2 奇天烈回胴活劇（惠比壽丸、電漿老爹）

### 舞台
- 劇團雙六（日语：劇団すごろく）作品（團長）
- 劇團大富豪第8回公演「wakasagi」（2012年3月1日—4日，塚工廠）
- 朗讀劇（2016年10月15日，光丘IMA（日语：光が丘IMA））—飾 足立進
- 『布丁布丁物語（日语：プリンプリン物語）』發掘上映會&迷你音樂會（2017年2月5日，SKIP CITY 彩之國視覺廣場影像廳）—飾 軍曹 （聲音演出）

### 其它
- AEON（日语：イオン (店舗ブランド)） NIPPON 談事物與事物 店內廣播（字典老師）
- 角子機『大盜五右衛門』PV（惠比壽丸）
- 星之卡比 魔幻劇院（帝帝帝大王）
- 全穹頂天文館電影『永恆輪迴 -生命的繼承者-』（弘一，2012年）
- 激錄·警察密著24小時!!（第23回以降的旁白）
- 特別展 『奧賽博物館 橘園美術館收藏 雷諾瓦展』（2016年4月27日—8月22日，國立新美術館）—雷諾瓦的話語與解說
- 酸梅星王子&哆啦A夢「叭叭囉叭之咻啪啪！」（酸梅星國王）
- 世界整個How Much（日语：世界まるごとHOWマッチ）（旁白）

## 腳註

## 外部連結
- 緒方賢一｜Office海風 （日語）
- 劇團雙六 （日語）